# Penthimia scutellata
Penthimia scutellata är en insektsart som beskrevs av Melichar 1902. Penthimia scutellata ingår i släktet Penthimia och familjen dvärgstritar. Inga underarter finns listade i Catalogue of Life.